# André Defoort
André Defoort (Harelbeke, 22 juli 1914 - Beveren-Leie, 14 januari 1972) was een Belgisch wielrenner. Hij was beroepsrenner van 1934 tot 1944 en werd Belgisch kampioen in 1941 in Namen. Behaalde als prof 26 overwinningen op de weg en 32 overwinningen op de piste; een succesvol palmares ondanks een jaar legerdienst en daarna de Tweede Wereldoorlog, waarbij Defoort regelmatig onder de wapens werd geroepen.

## Palmares
1931 Nieuweling
- reed 8 wedstrijden, 4x tweede, 2x derde

1932 Nieuweling
- won 37 wedstrijden! 15xtweede, 5x derde
- 1e Gavere-Kortrijk
- 1e kampioenschap der Beide Vlaanderen

1933 Nieuweling
- won 3 wedstrijden van de 4

1933 Junior vanaf mei
- won 9 wedstrijden waaronder de klassieker "Ster der Juniors"

1934 Onafhankelijke
- 1e in Kachtem, Clubkampioenschap St.- Eloois-Vijve

- 1e Ronde van Vlaanderen

- 1e tweede etappe Brussel-Mondorf

- 1e Hillegem

1934 Beroepsrenner op 1 augustus (20j!)
1935 Soldaat
1936 Afgezwaaid als soldaat op 1 mei
- 1e in 1e etappe Ronde van Noord-Frankrijk

- 1e Hooglede

- 1e Brussel (Interclub met St.-Eloois-Vijve)

1937
- 1e Parijs-Valenciennes

- 1e Rijsel, Grote Prijs Reveil du Nord

- 1e De Panne, Omloop van de Westkust
- 1e Berchem (Oudenaarde)

1938
- 1e Parijs-Valenciennes

- 1e Tourcoing-Duinkerke-Tourcoing

- 1e Gent

- 1e vijfde etappe Ronde van Noord-Frankrijk

1939 Regelmatig gemobiliseerd door oorlog
- 2e Antwerpen-Gent-Antwerpen na Wereldkampioen Marcel Kint
- 1e Deerlijk
- 1e Ieper

1940 Mobilisatie door oorlog
Weinig gekoerst, geen overwinningen
1941
- 1e in Belgisch kampioenschap met aankomst op Citadel te Namen
- 1e 1e etappe Omloop van België

1942
- 1e Clubkampioenschap Deerlijk

- 1e Deinze

- 1e Schaarbeek

- 1e Ooigem

- 1e Harelbeke

- 1e Vichte

1943
- 1e Merksem Schaal Sels
- 1e Desselgem Grote Prijs Briek Schotte

- 1e Ruiselede

- 1e Edelaere

- 1e Zwijnaarde

1944
- 13e Beveren-Leie (afscheidskoers)

PISTERENNER
In de wintervelodrooms van Gent, Antwerpen en Brussel : 13 overwinningen solo of met Meerschaert, Verreijcken, Marcel Kint, Lucien Vlaeminck als ploegmaat.
In de zomervelodrooms van Kortrijk, Brugge en Rumbeke : 19 overwinningen solo of met Briek Schotte, Lucien Vlaeminck of Berten Decin als ploegmaat.

## Resultaten in voornaamste wedstrijden
| Jaar | Ronde van Vlaanderen | Parijs-Roubaix | Luik-Bast.‑Luik | Waalse Pijl |
| ---- | -------------------- | -------------- | --------------- | ----------- |
| 1936 | 24e                  |                | 14e             |             |
| 1937 | 23e                  |                | 7e              | 13e         |
| 1938 |                      |                |                 | 7e          |
| 1939 | 23e                  | 61e            | 40e             |             |